# Haplogonaria glandulifera
Haplogonaria glandulifera är en plattmaskart som beskrevs av Jürgen Dörjes 1968. Haplogonaria glandulifera ingår i släktet Haplogonaria och familjen Haploposthiidae. Inga underarter finns listade i Catalogue of Life.